# سوخت جلبک

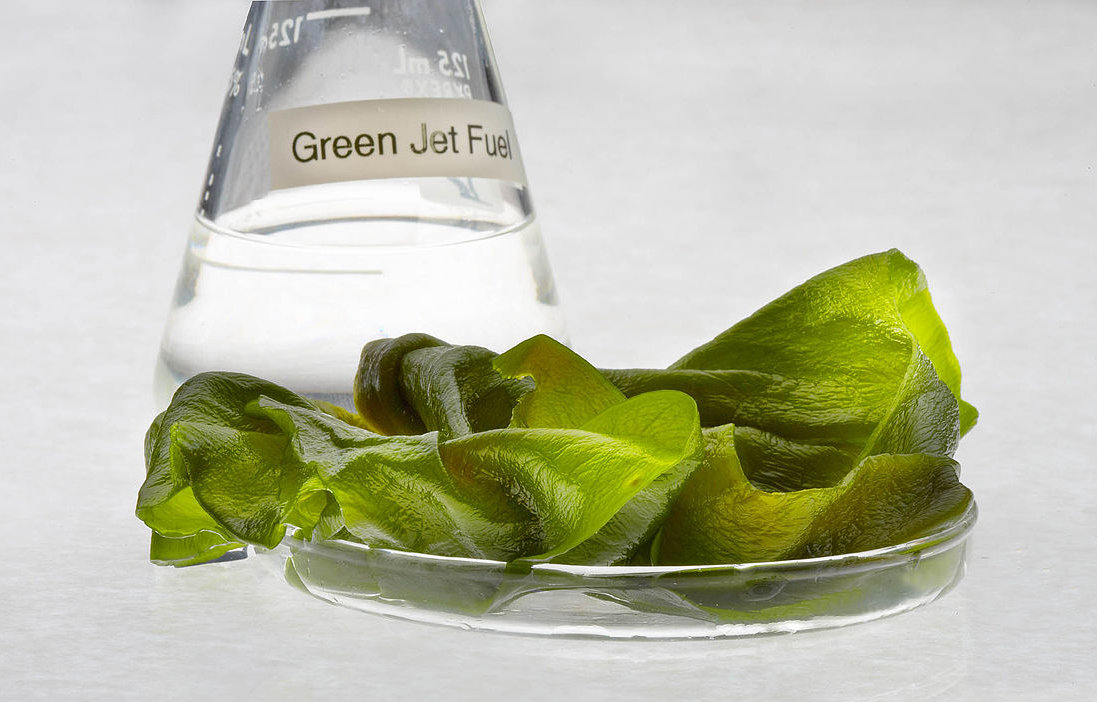
یک ارلن از سوخت جت «سبز» ساخته‌شده از جلبک‌ها

سوخت جلبک یا زیست‌سوخت نسل سوم گونه‌ای زیست‌سوخت است که از جلبک به‌دست می‌آید. در هنگام نورساخت، جلبک‌ها و دیگر نورسازنده‌ها، گاز کربن دی‌اکسید و نور خورشید را دریافت کرده و آن را به اکسیژن و زیست‌توده تبدیل می‌کنند.
بسیاری از شرکت‌ها و سازمان‌های دولتی در تلاشند تا با فراوری مقرون به صرفه سوخت جلبک، هزینه‌ها را کاهش دهند.فراوری زیست‌سوخت از جلبک، کربن دی‌اکسید (CO۲) موجود در هواکره را کاهش نمی‌دهد زیرا دی‌اکسید کربن گرفته شده توسط جلبک، با سوزاندن سوخت جلبک به هواکره باز می‌گردد.
قیمت بالای نفت، رقابت برای بدست آوردن خوراک و منبع‌های زیست‌سوخت و بحران جهانی خوراک، علاقه به ساخت جلبک کشاورزی را برای بدست آوردن دانه‌های روغنی، زیست‌دیزل، زیست‌الکل و زیست‌اتانول، زیست‌بنزین، زیست‌متانول، زیست‌بوتانول و دیگر زیست‌سوخت‌ها را افزون کرده به همین دلیل زمین‌های به‌کار رفته برای فرآوری این فراورده‌ها، زمین‌های مناسبی برای کشاورزی نیستند.